# Brinian

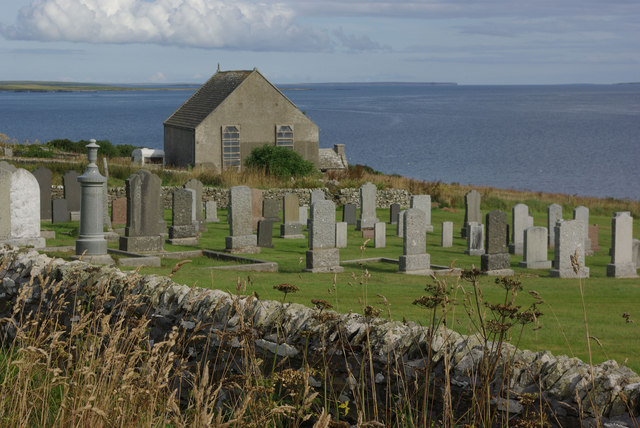
Der Friedhof im Ort

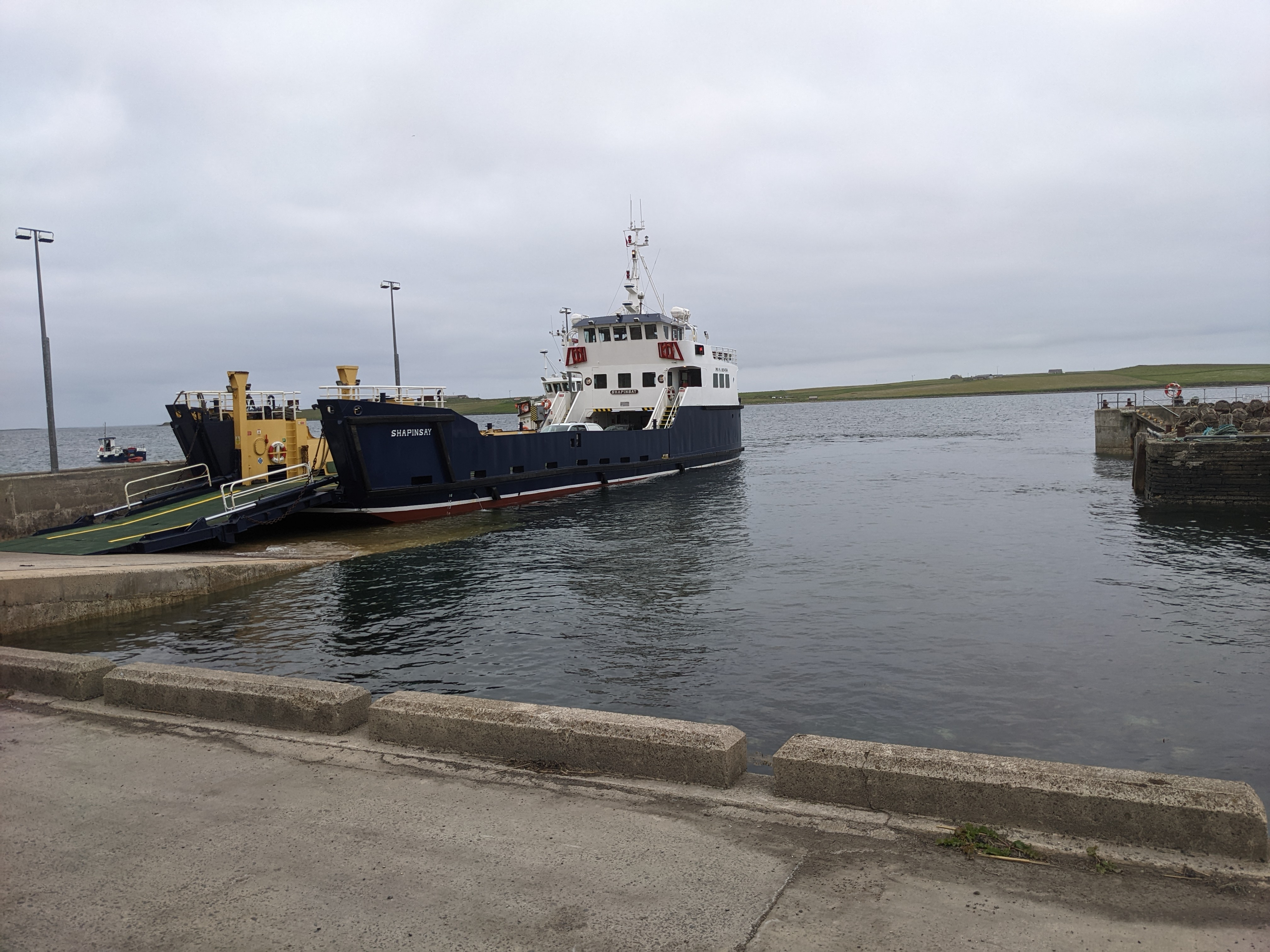
Die Fähre im Hafen von Brinian

Brinian ist eine Ortschaft, die im Norden der zu Schottland zählenden Orkneyinseln liegt.

## Geographie
Brinian liegt im Nordwesten der Wasserstraße Wyre Sound an der südöstlichen Küste der Insel Rousay, auf der es zugleich den Hauptort bildet. Brinian ist über eine Fähre mit der Insel Wyre verbunden. Im Nordwesten wird Brinian vom 250 Meter hohen Blotchnie Fiold überragt.

## Historisches
Im Rahmen der historischen Gliederung Schottlands in Civil Parishes zählt Brinian zu Rousay and Egilsay.